# Каравате
Карава̀те (на италиански: Caravate; на ломбардски: Caravàa, Караваа) е село и община в Северна Италия, провинция Варезе, регион Ломбардия. Разположено е на 296 m надморска височина. Населението на общината е 2550 души (към 2017 г.).